# Anumeta harterti
Anumeta harterti är en fjärilsart som beskrevs av Rothschild 1913. Anumeta harterti ingår i släktet Anumeta och familjen nattflyn. Inga underarter finns listade i Catalogue of Life.